# Yesterday
«Yesterday» (с англ. — «Вчера»; рабочее название «Scrambled Eggs») — песня группы The Beatles из альбома Help! («На помощь!»), выпущенного в августе 1965 года (в США песня не вошла в альбом, однако вышла в виде сингла в сентябре 1965 года). Сочинена Полом Маккартни. При записи песни Yesterday впервые в истории «Битлз» в работе не участвовал никто из музыкантов, кроме Маккартни: аранжировка песни состоит только из акустической гитары, на которой играет Пол, и струнного квартета, партии которого сочинили вместе Джордж Мартин и Маккартни, что отличает «Yesterday» от всех остальных песен ансамбля, выпущенных к тому времени, и делает её одной из первых рок-баллад.
«Yesterday» занимала первое место в хит-парадах США, Канады, Новой Зеландии и других стран, и остаётся популярной ныне. По данным американской организации по надзору за правами исполнителей Broadcast Music Incorporated, на 13 декабря 1999 года американское радио и телевидение транслировали Yesterday более семи миллионов раз. В 1999 году британская радиостанция Би-би-си-2 провела исследование на основе опросов среди музыкальных экспертов и слушателей, а также на основе показателей продаж, по результатам которого назвала «Yesterday» лучшей песней XX столетия. Согласно книге рекордов Гиннесса, на эту песню было сделано больше кавер-версий, чем на любую другую из когда-либо написанных: с 1965 по 1973 гг. было записано 1 186 кавер-версий «Yesterday», а на 1986 год — около 1600 версий; в 2003 году сообщается также о количестве версий более 2 500. По версии финансового портала 24/7 Wall Street песня «Yesterday» признана лучшей в истории человечества.

## История создания песни
Пол Маккартни утверждает, что мелодия песни пришла к нему во сне, и проснувшись, он был уверен, что просто раньше где-то слышал эту мелодию, а не сочинил её. Первый текст, наскоро придуманный на мелодию, содержал слова «Scrambled eggs, Oh, my baby how I love your legs…» («Яичница-болтушка, о, милая моя, как мне нравятся твои ножки…»), поэтому шуточным рабочим названием песни было «Scrambled Egg» («Яичница-болтушка»). Под этим же названием Джордж Мартин выпустил инструментальную версию композиции в США ещё до того, как работа над «Yesterday» была завершена, в связи с чем американские поклонники писали в письмах группе, что слышали «нечто под названием „Scrambled Egg“, представляющее полную копию „Yesterday“» (англ. a number called 'Scrambledd Egg' that’s a dead copy of 'Yesterday'). Во время съёмок фильма «Help!» Маккартни сел за фортепиано, расположенное на съёмочной площадке, и начал играть мелодию песни, намереваясь придумать для неё «правильные» слова. Режиссёру это не понравилось, и он сказал, что прикажет убрать инструмент, если Пол не прекратит своё «творчество». Как после вспоминал Джон Леннон, песня месяцами оставалась недоделанной и «всплывала» каждый раз, когда шла работа над новыми композициями. При этом у песни даже отсутствовало название: Маккартни и Леннон решили назвать её одним словом, но ничего подходящего не находилось.
Окончательный вариант текста песни Маккартни сочинил в мае 1965 года во время отдыха в Португалии. Он заметил, что слова, заканчивающиеся на «-эй» (say, nay, today, away, play, stay), хорошо рифмуются, а yesterday — одно из них. Также он нашёл слово «suddenly» (с англ. — «внезапно»), для которого тоже легко подобрались рифмы. 27 мая 1965 года Пол прилетел в Лиссабон, где он занял гитару у группы The Shadows, и окончил написание текста песни.
В сентябре 2013 года Пол Маккартни признался, что посвятил эту песню своей матери, которая умерла, когда ему было 14 лет.

## Запись

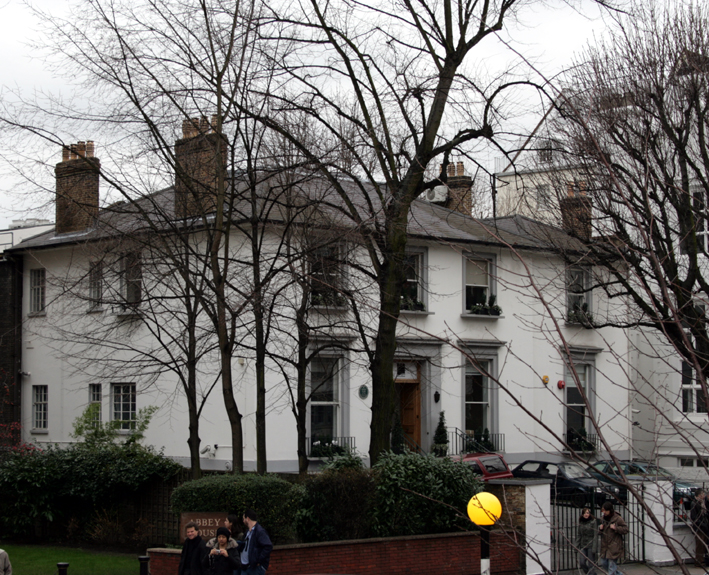
Здание студии «Эбби-роуд» (Abbey Road) в Лондоне, где записана песня «Yesterday»

Песня «Yesterday» была записана 14 и 17 июня 1965 года в студии «Эбби-роуд» № 2.
Существуют различные версии того, как проходила запись песни. Согласно самой распространённой, Маккартни с самого начала решил исполнить песню соло в сопровождении струнных, и что продюсер и аранжировщик группы Джордж Мартин помог ему эту идею реализовать. Маккартни в одном из интервью 1970-х годов рассказал Полу Гамбаччини:

Я хотел использовать в аранжировке несколько струнных инструментов. Джордж Мартин сказал: «Тогда, может быть, струнный квартет?» Идея была чудесная. Мы сели за рояль и придумали, как это будет звучать.

Монография Рея Коулмена «Вчера и сегодня» рассказывает совсем другую историю: сначала были испробованы многочисленные аранжировки с органом, ударными и другими инструментами, — и уже после было решено, что Полу лучше исполнить песню соло под гитару. Для записи Маккартни использовал акустическую гитару Epiphone Texan. Когда Джордж Мартин решил испробовать «что-нибудь радикальное» (струнные), Маккартни ужаснулся: «Битлз — это рок-группа, мы не можем звучать как Мантовани». Всё же Мартин убедил Маккартни и выполнил профессиональную аранжировку для струнного квартета, при этом Маккартни настоял, чтобы струнные играли без (привычного) вибрато, которое, по его мнению, придавало звучанию излишнюю напыщенность. Маккартни также подредактировал аранжировку виолончели в средней части, добавив в её партию несколько блюзовых нот.
Маккартни записал два дубля песни 14 июня 1965 года. Второй дубль был признан лучшим, и его выбрали для выпуска. Партию струнных записали и наложили на дорожку уже позднее. Первый дубль песни, без сопровождения струнного квартета, был включён в компиляцию Anthology 2. На записи можно услышать, как Маккартни, перед тем, как играть, показывает последовательность аккордов Харрисону, который, однако же, участия в исполнении не принимал. Две первые строки второго куплета поменялись местами («There’s a shadow hanging over me / І'm not half the man I used to be»). Это, вероятно, было просто ошибкой, потому что слышно, что после этих слов Маккартни едва удерживается, чтобы не засмеяться.
17 июня Маккартни записал ещё одну вокальную дорожку, которая впоследствии не использовалась. Тогда же записали и партию струнных. Так как у Маккартни не было музыкального образования, и он едва разбирался в теории музыки, он чувствовал себя дилетантом по сравнению с музыкантами струнного квартета. Маккартни очень удивило то, что эти профессиональные музыканты назвали начальный семитактовый период композиции «неквадратным построением» и заявили, что «так не бывает», и что «музыку так не пишут».

### Участники записи
- Пол Маккартни — вокал, акустическая гитара
- Кеннет Эссекс — альт
- Франсиско Габарро — виолончель
- Тони Гилберт — скрипка
- Сидни Сакс — скрипка

## Выпуск
Хотя самому Маккартни песня понравилась, другие участники группы сомневались, следует ли включать её в новый альбом — ведь у неё было так мало похожего на то, что они записывали в то время, и она не соответствовала образу группы. Кроме того, Леннон, Харрисон и Старр настояли на том, чтобы песню не выпускали отдельно в Британии. Сразу же после выхода альбома Help!, в который композиция всё-таки вошла, британский певец Метт Монро записал свою версию «Yesterday», которая, собственно и попала в первую десятку местного хит-парада.
Поскольку The Beatles не пользовались таким влиянием на американский лейбл звукозаписи «Capitol Records», как на британский «Parlophone», они никак не могли помешать выпуску сингла с песней «Yesterday» в США. Сначала сингл издали с композицией «Act Naturally» на первой стороне (с вокалом Ринго — тогда самый популярный битл в США), но после большого успеха «Yesterday» поменяли песни местами в следующих выпусках. Эта пластинка впервые попала в хит-парады США 29 сентября 1965 года, а 9 октября она достигла вершины и находилась на ней в течение месяца. Песня провела одиннадцать недель в хит-параде США и была продана тиражом один миллион копий за первые пять недель. На протяжении восьми лет песня оставалась самой популярной композицией на американском радио. «Yesterday» также достигла первого места в хит-парадах Канады, Новой Зеландии, Финляндии, Норвегии, Дании, Нидерландов, Бельгии, Испании и Гонконга, второго места в Австралии; кроме того, она была хитом в Италии, Франции и Малайзии. Сингл с песней был продан тиражом свыше трёх миллионов экземпляров по всему миру.
В Великобритании песня вышла на одноимённом мини-альбоме в составе альбома Help!, который стал первой пластинкой в истории, дебютировавшей в хит-параде Великобритании на первом месте (пробыл на вершине девять недель).

## Список дисков The Beatles, на которых выпускалась песня

### Синглы
- сторона A (1965)
- сторона A (1976)

### Студийные альбомы
- Help! (1965)
- Yesterday and Today (1966)

### Сборники
- EP Yesterday (1966)
- The Beatles 1962—1966 (1973)
- Love Songs (1977)
- The Beatles' Ballads (1980)
- 20 Greatest Hits (1982)
- 1 (2000)
- LOVE (ремикс и меш-ап) (2006)

## Концертные исполнения
Впервые песню исполнили 1 августа 1965 года на телешоу «Blackpool Night Out», в котором принимали участие не рок-музыканты, а ортодоксальные звёзды шоу-бизнеса. После того, как группа сыграла песню «Ticket to Ride», Джордж Харрисон сказал: «Спасибо! Теперь мы хотели бы исполнить что-нибудь такое, чего никогда до этого не играли. Это — песня из нашего нового альбома, называется „Yesterday“» — и добавил: «Прекрасная возможность для Пола Маккартни из Ливерпуля!» — такими словами обычно представляли новых участников на еженедельном шоу талантов Хьюго Грина. Маккартни спел в сопровождении гитары и фонограммы со струнными.
«Yesterday» не входила в концертную программу 1965 года, и впервые её включили в репертуар во время турне по ФРГ, Японии, Филиппинам, США и Канаде, проходившем с 24 июля по 29 августа 1966 года.
После распада The Beatles и основания своей группы Wings Маккартни не исполнял на концертах песен The Beatles до 1975 года. Во время первых мировых гастролей «Wings over the World» им впервые были исполнены песни The Beatles на сцене, включая и «Yesterday». Эти записи попали на концертный альбом Wings over America 1976 года. С того времени «Yesterday» стала регулярно исполняться Маккартни на концертах (включая турне 1990-х и 2000-х годов).
В 2006 году на церемонии Grammy Awards Маккартни исполнил её вместе с Linkin Park и Jay-Z.

## Музыка и текст

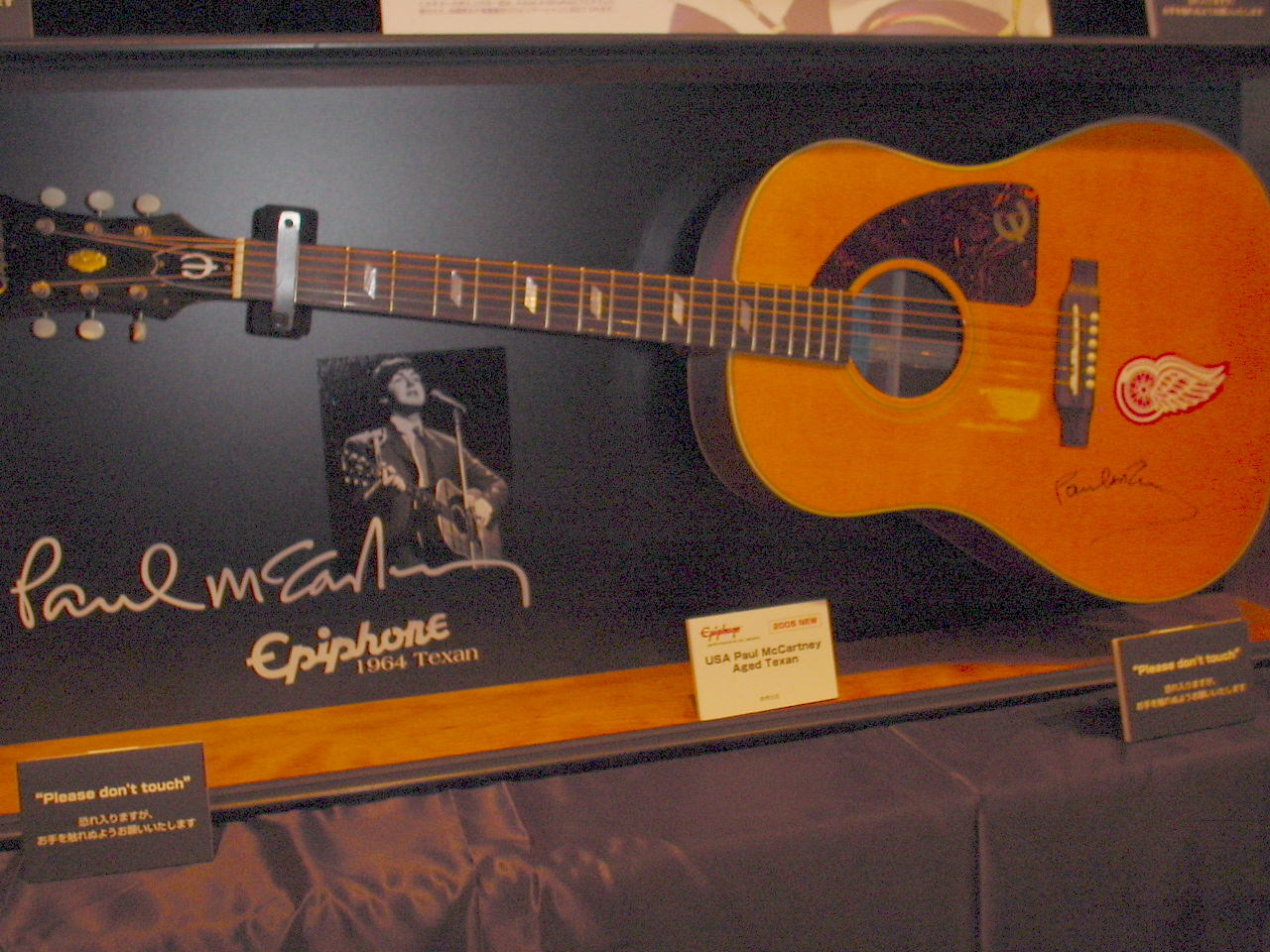
Акустическая гитара Epiphone Texan, на которой аккомпанировал себе Пол Маккартни при записи песни

Песня написана в размере 4/4 и обладает следующей структурой:

Вступление — куплет — куплет — средняя часть — куплет — средняя часть — куплет — завершение.

В первом куплете звучит только акустическая гитара, а во втором вступает струнный квартет (две скрипки, альт и виолончель).

Основная тональность песни — фа мажор, причём Маккартни настроил гитару на тон ниже и поэтому брал этот аккорд как соль мажор. Первый куплет состоит из семи тактов, что нетипично для поп-музыки, и содержит три фразы: 3+2+2.
Аранжировка струнных дополняет грустную атмосферу песни, особенно печальна виолончель и её блюзовые ноты, объединяющие две половины средней части (сразу после слов «І don’t know / she wouldn’t say»), а также нисходящая линия альта, ведущая из средней части назад в куплет (Маккартни имитирует её голосом, переходя в последний куплет).
Печальный текст песни органично дополняется этой замысловатой мелодией. Содержание текста, хотя точно не определено, может истолковываться как выражение горя по утраченной любви. Большинство слушателей верят, что разговор идёт о разрыве между влюблёнными, в то время как другие считают, что песня связана с переживаниями о смерти матери (Мэри Маккартни, мать Пола, умерла, когда он был подростком). Подобная тематика песни не была характерна творчеству Маккартни первой половины 1960-х годов. Обычно его песни были позитивными и оптимистичными, в то время как грустные и интроспективные были более свойственны Леннону.
Во время выступления на шоу Эда Салливана Маккартни исполнил песню под аккомпанемент акустической гитары и студийного оркестра, в тональности фа мажор. На концертах в Токио во время тура 1966 года песня исполнялась с привлечением остальных участников ансамбля в тональности соль мажор.
В интервью на шоу Говарда Стерна Маккартни сказал, что хранит первоначальную версию текста песни, записанную на почтовом конверте.

## Награды и критика
«Yesterday» часто исполняется и записывается другими музыкантами — больше, чем любая другая песня. По данным Книги рекордов Гиннесса, существует трёх тысяч различных кавер-версий песни. Среди известных исполнителей — The Seekers, Джоан Баэз, Liberace, Фрэнк Синатра, Рей Чарльз, Элвис Пресли, Пласидо Доминго, Джуни Руссо, Том Джонс, Муслим Магомаев, The Head Shop, Boyz II Men и The Blast
«Yesterday» получила награду Ivor Novello Award в категории «Лучшая песня 1965 года» и стала второй среди самых исполняемых песен того года (первой была другая песня Маккартни, «Michelle»).
В 1999 году Broadcast Music Incorporated поместила песню на третье место в списке песен, наиболее часто исполнявшихся в XX столетии на американском радио и телевидении (около семи миллионов раз). Первое и второе места заняли соответственно «You’ve Lost That Loving Feeling» дуэта The Righteous Brothers и «Never My Love» группы The Association. В том же году по результатам проведённого опроса Радио Би-Би-Си назвало «Yesterday» лучшей песней века. В списке 500 величайших песен всех времён по версии журнала Rolling Stone, созданном в 2004 году, песня заняла тринадцатое место.
При этом песня критиковалась за банальность, слащавость и сентиментальность. Боб Дилан заявил, что «если вы сходите в Библиотеку Конгресса, то найдёте множество лучших песен. Таких песен, как „Michelle“ и „Yesterday“ — миллионы, и все они пишутся на Тин Пен Элли». Однако он записал свою версию песни, которая никогда не издавалась.
В 1980 году, незадолго до гибели, Леннон сказал про слова песни: «Они хорошие, но там нет никакой развязки. Если прочитать текст полностью, он ничего вам не скажет, непонятно что там случилось — она ушла, и он хочет, чтобы снова пришёл вчерашний день — это всё. Красиво, но я бы никогда не хотел быть автором подобной песни». К тому же в направленную против Пола Маккартни песню «How Do You Sleep?» со своего альбома Imagine он включил слова «The only thing you done was yesterday…» (с англ. — «Единственное (стоящее), что ты сделал, было вчера…»).
«Yesterday» популяризовала жанр баллады среди рок-исполнителей и вдохновила других музыкантов на использование струнных инструментов. Солист группы The Rolling Stones Мик Джаггер заявил после прослушивания песни: «Хотел бы я так петь!». Баллада Джаггера и Ричардса «As Tears Go By» 1965 года считается своеобразным ответом на «Yesterday».

## Ассоциации
В июле 2003 года BBC News опубликовала заметку про то, что британские музыковеды выявили схожесть песни «Yesterday» и песни Нэта Кинга Коула «Answer Me» и допустили, что последняя могла быть источником вдохновения Маккартни. Главным образом они акцентировали внимание на схожести текстов песен:

«Yesterday» начинается со слов:

Yesterday, all my troubles seemed so far away, now it looks as though they’re here to stay.

В песне «Answer Me» есть такие слова:

Yesterday, І believed that love was here to stay, won’t you tell me where І've gone astray.

Сам Маккартни на это ответил, что для него эти две песни настолько же похожи, насколько «God Save the Queen» похожа на «Get Back».
Йен Хаммонд допустил, что Маккартни написал песню по мотивам композиции «Georgia On My Mind», хотя в конце своей статьи заявил, что несмотря на всё, «Yesterday» — это самобытная и индивидуальная работа.

## Чарты

### Еженедельные чарты
| Чарт (1965)                            | Высшая позиция |
| -------------------------------------- | -------------- |
| Австралия (Kent Music Report)          | 2              |
| Австрия (Ö3 Austria Top 40)            | 10             |
| Бельгия/Фландрия (Ultratop 50)         | 1              |
| Дания (Salgshitlisterne Top 20)        | 7              |
| Финляндия (Suomen virallinen lista)    | 1              |
| Канада (RPM Top Singles)               | 4              |
| Италия (Musica e Dischi)               | 15             |
| Нидерланды (Single Top 100)            | 1              |
| Новая Зеландия (Lever Hit Parade)      | 2              |
| Норвегия (VG-lista)                    | 1              |
| Швеция (Kvällstoppen)                  | 1              |
| Швеция (Tio i Topp)                    | 1              |
| США (Billboard Hot 100)                | 1              |
| США (Cash Box Top 100)                 | 1              |
| Германия (Media Control Singles Chart) | 6              |

| Чарт (1976)                                  | Высшая позиция |
| -------------------------------------------- | -------------- |
| Австралия (Kent Music Report)                | 86             |
| Нидерланды (Single Top 100)                  | 26             |
| Ирландия (IRMA)                              | 4              |
| Великобритания (OCC UK Singles)              | 8              |
| Чарт (2010)                                  | Высшая позиция |
| Испания (PROMUSICAE)                         | 44             |
| Польша (Polish Airplay Top 100)              | 5              |
| Чарт (2019)                                  | Высшая позиция |
| США (Billboard Hot Rock & Alternative Songs) | 14             |

### Годовые итоговые чарты
| Чарт (1965)  | Позиция |
| ------------ | ------- |
| США Cash Box | 68      |

## Сертификации
| Регион                                                                      | Сертификация | Продажи   |
| --------------------------------------------------------------------------- | ------------ | --------- |
| Дания (IFPI Danmark)                                                        | Золотой      | 45 000    |
| Франция                                                                     | —            | 75,000    |
| Италия (FIMI) · sales since 2009                                            | Золотой      | 25 000    |
| Португалия (AFP)                                                            | Золотой      | 20 000    |
| Испания (PROMUSICAE)                                                        | Платиновый   | 60 000    |
| Великобритания (BPI) · sales since 2010                                     | Платиновый   | 600 000   |
| США (RIAA)                                                                  | Золотой      | 1,800,000 |
| Итого                                                                       |              |           |
| Мир                                                                         | —            | 2,500,000 |
| Данные о продажах + прослушиваниях приведены только на основе сертификации. |              |           |

## Комментарии
1. ↑  В этой строке присутствует игра слов, где слово «yesterday» одновременно означает что-то образно устаревшее и в то же время издевательски отсылает к самой популярной песне Пола Маккартни «Yesterday»